# Hollow world
『hollow world』（ホロー・ワールド）は、日本のシンガーソングライター・たなかが、ぼくのりりっくのぼうよみ名義で2015年12月16日にCONNECTONEから発売した1枚目のオリジナルアルバム。

## 内容
メジャーデビュー作品。
ジャケットは富士山の麓の樹海で撮影された写真で、今作のキーワードである「鏡の中の世界」が表現されている。

## 収録曲
1. Black Bird [3:45]
作詞：ぼくのりりっくのぼうよみ
作曲：mosqui、ぼくのりりっくのぼうよみ
タイトルは自身の心境をカラスに投影したことに端を発している[3]
2. パッチワーク [4:38]
作詞：ぼくのりりっくのぼうよみ
作曲：DYES IWASAKI、ぼくのりりっくのぼうよみ
1st配信シングルの表題曲であり、ヴィレッジヴァンガード下北沢店限定シングルのカップリング曲。
3. A prisoner in the glasses [3:32]
作詞：ぼくのりりっくのぼうよみ
作曲：PATIRCHEV、ぼくのりりっくのぼうよみ
4. Collapse [4:39]
作詞：ぼくのりりっくのぼうよみ
作曲：kvold、ぼくのりりっくのぼうよみ
5. CITI [3:25]
作詞：ぼくのりりっくのぼうよみ
作曲：ササノマリイ、ぼくのりりっくのぼうよみ
ネット右翼の人たちを書いた楽曲で、タイトルはCreatures In The Internetの頭文字から取られた造語になっている[3]。
「sub/objective」の続編として制作されたミュージック・ビデオはカジノで撮影され、前回の出演者である池田エライザ、池田大、吉村界人に加え、新たに本山順子とGOMESSがゲスト出演している[4]。
6. sub/objective [2:56]
作詞：ぼくのりりっくのぼうよみ
作曲：DAREI、ぼくのりりっくのぼうよみ
ヴィレッジヴァンガード下北沢店限定シングルの表題曲。
7. Venus [3:34]
作詞：ぼくのりりっくのぼうよみ
作曲：Monkey_sequence.19、ぼくのりりっくのぼうよみ
歌詞は松井優征の少年漫画『魔人探偵脳噛ネウロ』にインスパイアされて書いたという[3]。
8. Pierrot [3:55]
作詞：ぼくのりりっくのぼうよみ
作曲：DYES IWASAKI、ぼくのりりっくのぼうよみ
9. Sunrise (re-build) [3:59]
作詞：ぼくのりりっくのぼうよみ
作曲：shirothebeats、ぼくのりりっくのぼうよみ
「sub/objective」「CITI」の続編として制作されたミュージック・ビデオには、前2作にも出演していた池田エライザ、池田大、吉村界人に加え、新たにVampilliaのメンバーであるmicci the mistakeがゲスト出演している[5]。

## 参加ミュージシャン
- ぼくのりりっくのぼうよみ：Vocal (全曲)

Additional Musicians
- halca：additional voice (#7)

## タイアップ
- リアル脱出ゲーム『君は明日と消えていった』主題歌 (#2)
- MID-FM『MIDサウンドスケッチ～昼～』2015年12月度HIGH POWER PLAY (#6)
- インターネットテレビ局AbemaTV内ニュースチャンネルAbemaNews『ABEMA Prime』オープニングテーマ (#9)